# Torquemada
|  | Per a altres significats, vegeu «Torquemada (desambiguació)». |

Torquemada és un municipi de la província de Palència, a la comunitat autònoma de Castella i Lleó.

## Demografia
| 1991 | 1996 | 2001 | 2004 |
| ---- | ---- | ---- | ---- |
| 1367 | 1266 | 1129 | 1091 |

## Personatges il·lustres
- Tomàs de Torquemada, primer inquisidor
- Pere Cobos i Roa, polític republicà i alcalde de Tarragona